# Россошанский район
Россоша́нский райо́н — административно-территориальная единица (район) и муниципальное образование (муниципальный район) на юго-западе Воронежской области России.
Административный центр — город Россошь.
Площадь — 2371,55 км². Население на 2025 год — 86 058 чел., плотность — 36,29 чел./км².

## География
Площадь района — 2400 км². Основные реки — Россошь, Чёрная Калитва, по северо-восточной границе течёт Дон.

## История
Район был образован 30 июля 1928 года в составе Россошанского округа Центрально-Чернозёмной области. В него вошла часть территории бывшего Россошанского уезда Воронежской губернии.
После упразднения Центрально-Чернозёмной области 13 июня 1934 года район вошёл в состав вновь образованной Воронежской области.
В 1959 году в состав района вошла часть территории упразднённого Новокалитвянского района, в 1963 году — Михайловский район и Ольховатский районы. 1 февраля 1963 году город Россошь отнесен к категории городов областного подчинения.
12 января 1965 года Ольховатский район был восстановлен, а границы Россошанского района приобрели современный вид.
В 2005 году Россошанский район преобразован в муниципальный район, город Россошь включен в состав района как городское поселение.

## Население
| \| 1989[5] \| 2002[6] \| 2009[7] \| 2010[8] \| 2011[9] \| 2012[10] \| 2013[11] \| \| -------- \| -------- \| -------- \| -------- \| -------- \| -------- \| -------- \| \| 32 126 \| ↘31 750 \| ↗92 553 \| ↗94 694 \| ↘94 554 \| ↘94 180 \| ↘93 716 \| \| 2014[12] \| 2015[13] \| 2016[14] \| 2017[15] \| 2018[16] \| 2021[17] \| 2025[2] \| \| ↘93 415 \| ↘93 368 \| ↘93 245 \| ↗93 348 \| ↘92 924 \| ↘88 923 \| ↘86 058 \| 10 000 20 000 30 000 40 000 50 000 60 000 70 000 80 000 90 000 100 000 2010 2015 2025 |         |         |         |         |         |         |
| 1989 | 2002    | 2009    | 2010    | 2011    | 2012    | 2013    |
| 32 126 | ↘31 750 | ↗92 553 | ↗94 694 | ↘94 554 | ↘94 180 | ↘93 716 |
| 2014 | 2015    | 2016    | 2017    | 2018    | 2021    | 2025    |
| ↘93 415 | ↘93 368 | ↘93 245 | ↗93 348 | ↘92 924 | ↘88 923 | ↘86 058 |

### Урбанизация
В городских условиях (город Россошь) проживают 69,22 % населения района.

### Национальный состав
По данным переписи населения 1939 года: украинцы — 77,6 % или 50 718 человек, русские — 21,6 % или 14 111 человек.
В 1989 году по переписи населения проживало 45,6 % украинцев и 52,6 % русских.
По переписи 2010 года: русские — 84,6 %, украинцы — 12,9 %.
По итогам переписи населения 2020 года проживали следующие национальности (национальности менее 0,1 % и другое, см. в сноске к строке «Другие»):
| Национальность | Численность, чел. | Доля     |
| -------------- | ----------------- | -------- |
| Русские        | 81 943            | 92,15 %  |
| Украинцы       | 2288              | 2,57 %   |
| Армяне         | 245               | 0,28 %   |
| Азербайджанцы  | 176               | 0,20 %   |
| Цыгане         | 105               | 0,12 %   |
| Таджики        | 90                | 0,10 %   |
| Другие         | 4076              | 4,58 %   |
| Итого          | 88 923            | 100,00 % |

## Муниципально-территориальное устройство
В Россошанский муниципальный район входят 18 муниципальных образований, в том числе 1 городское и 17 сельских поселений:
| №  | Муниципальное образование            | Административный центр | Количество населённых пунктов | Население | Площадь, км² |
| -- | ------------------------------------ | ---------------------- | ----------------------------- | --------- | ------------ |
| 1  | городское поселение город Россошь    | город Россошь          | 1                             | ↘60 879   | 59,06        |
| 2  | Алейниковское сельское поселение     | хутор Украинский       | 16                            | ↗1395     | 192,32       |
| 3  | Александровское сельское поселение   | село Александровка     | 1                             | ↘1187     | 90,08        |
| 4  | Архиповское сельское поселение       | село Архиповка         | 2                             | ↘1908     | 114,58       |
| 5  | Евстратовское сельское поселение     | село Евстратовка       | 4                             | ↘1445     | 97,10        |
| 6  | Жилинское сельское поселение         | село Жилино            | 3                             | ↘1318     | 121,33       |
| 7  | Копёнкинское сельское поселение      | посёлок Копёнкина      | 4                             | ↘1081     | 101,53       |
| 8  | Кривоносовское сельское поселение    | село Кривоносово       | 2                             | ↘882      | 98,91        |
| 9  | Криничанское сельское поселение      | село Криничное         | 5                             | ↘1203     | 193,05       |
| 10 | Лизиновское сельское поселение       | село Лизиновка         | 8                             | ↘2112     | 172,22       |
| 11 | Морозовское сельское поселение       | село Морозовка         | 6                             | ↘2019     | 167,89       |
| 12 | Новокалитвенское сельское поселение  | село Новая Калитва     | 8                             | ↘2724     | 276,84       |
| 13 | Новопостояловское сельское поселение | посёлок Начало         | 10                            | ↘3570     | 123,25       |
| 14 | Подгоренское сельское поселение      | село Подгорное         | 2                             | ↘2994     | 34,01        |
| 15 | Поповское сельское поселение         | село Поповка           | 4                             | ↘2506     | 138,19       |
| 16 | Старокалитвенское сельское поселение | село Старая Калитва    | 4                             | ↘2438     | 225,25       |
| 17 | Шекаловское сельское поселение       | село Шекаловка         | 7                             | ↘670      | 87,82        |
| 18 | Шрамовское сельское поселение        | село Шрамовка          | 2                             | ↘645      | 78,13        |

## Населённые пункты
В Россошанском районе 89 населённых пунктов.
| №  | Населённый пункт                | Тип     | Население | Муниципальное образование            |
| -- | ------------------------------- | ------- | --------- | ------------------------------------ |
| 1  | Алейниково                      | село    | ↘232      | Алейниковское сельское поселение     |
| 2  | Александровка                   | село    | ↘1187     | Александровское сельское поселение   |
| 3  | Анцелович                       | село    | 462       | Морозовское сельское поселение       |
| 4  | Артёмово                        | хутор   | 90        | Лизиновское сельское поселение       |
| 5  | Архангельск                     | хутор   | 72        | Алейниковское сельское поселение     |
| 6  | Архиповка                       | село    | ↗1336     | Архиповское сельское поселение       |
| 7  | Атамановка                      | хутор   | ↘53       | Криничанское сельское поселение      |
| 8  | Бабки                           | хутор   | 16        | Алейниковское сельское поселение     |
| 9  | Березняги                       | хутор   | 16        | Поповское сельское поселение         |
| 10 | Бещий                           | хутор   | 47        | Новопостояловское сельское поселение |
| 11 | Богоносово                      | хутор   | 6         | Морозовское сельское поселение       |
| 12 | Вакуловка                       | хутор   | 15        | Поповское сельское поселение         |
| 13 | Верхний Киев                    | хутор   | 53        | Алейниковское сельское поселение     |
| 14 | Вершина                         | хутор   | 20        | Алейниковское сельское поселение     |
| 15 | Владимировка                    | хутор   | 1         | Лизиновское сельское поселение       |
| 16 | Водяное                         | хутор   | 30        | Алейниковское сельское поселение     |
| 17 | Волкодав                        | хутор   | 1         | Шекаловское сельское поселение       |
| 18 | Ворошиловский                   | посёлок | 241       | Копёнкинское сельское поселение      |
| 19 | Высокая Дача                    | хутор   | 46        | Новопостояловское сельское поселение |
| 20 | Голубая Криница                 | хутор   | 138       | Новокалитвенское сельское поселение  |
| 21 | Григорьевка                     | хутор   | ↘228      | Криничанское сельское поселение      |
| 22 | Евстратовка                     | село    | ↘1225     | Евстратовское сельское поселение     |
| 23 | Екатериновка                    | село    | ↘405      | Лизиновское сельское поселение       |
| 24 | Еленовка                        | село    | ↘350      | Шрамовское сельское поселение        |
| 25 | Ендовино                        | хутор   | 21        | Шекаловское сельское поселение       |
| 26 | Жилино                          | село    | ↘894      | Жилинское сельское поселение         |
| 27 | Ивановка                        | село    | ↘353      | Новокалитвенское сельское поселение  |
| 28 | Иванченково                     | хутор   | 16        | Алейниковское сельское поселение     |
| 29 | Иголкино                        | хутор   | 1         | Алейниковское сельское поселение     |
| 30 | Иловка                          | хутор   | 18        | Алейниковское сельское поселение     |
| 31 | Каменев                         | хутор   | 8         | Алейниковское сельское поселение     |
| 32 | Кокаревка                       | хутор   | 415       | Новопостояловское сельское поселение |
| 33 | Колбинка                        | село    | ↘63       | Морозовское сельское поселение       |
| 34 | Комарово                        | хутор   | 63        | Поповское сельское поселение         |
| 35 | Копани                          | хутор   | 33        | Лизиновское сельское поселение       |
| 36 | Копанки                         | хутор   | 212       | Новопостояловское сельское поселение |
| 37 | Копёнкина                       | посёлок | 601       | Копёнкинское сельское поселение      |
| 38 | Крамаренков                     | хутор   | 21        | Кривоносовское сельское поселение    |
| 39 | Кривоносово                     | село    | ↘988      | Кривоносовское сельское поселение    |
| 40 | Криничное                       | село    | ↘606      | Криничанское сельское поселение      |
| 41 | Кулаковка                       | село    | ↘163      | Старокалитвенское сельское поселение |
| 42 | Лебедь-Сергеевка                | село    | 121       | Морозовское сельское поселение       |
| 43 | Легкодымовка 1-я                | хутор   | 6         | Шекаловское сельское поселение       |
| 44 | Легкодымовка 2-я                | хутор   | 7         | Шекаловское сельское поселение       |
| 45 | Лещенково                       | хутор   | 0         | Новокалитвенское сельское поселение  |
| 46 | Лизиновка                       | село    | ↘1239     | Лизиновское сельское поселение       |
| 47 | Лощина                          | хутор   | 451       | Старокалитвенское сельское поселение |
| 48 | Малая Меженка                   | хутор   | ↘211      | Евстратовское сельское поселение     |
| 49 | Малый Лес                       | хутор   | 15        | Шекаловское сельское поселение       |
| 50 | Мирошников                      | хутор   | 1         | Алейниковское сельское поселение     |
| 51 | Молодёжный                      | посёлок | 289       | Новопостояловское сельское поселение |
| 52 | Морозовка                       | село    | ↘1356     | Морозовское сельское поселение       |
| 53 | Нагорное                        | хутор   | 137       | Морозовское сельское поселение       |
| 54 | Начало                          | посёлок | 1832      | Новопостояловское сельское поселение |
| 55 | Нижний Карабут                  | село    | ↘409      | Алейниковское сельское поселение     |
| 56 | Никоноровка                     | хутор   | 59        | Алейниковское сельское поселение     |
| 57 | Новая Калитва                   | село    | ↘2325     | Новокалитвенское сельское поселение  |
| 58 | Новая Мельница                  | хутор   | ↘40       | Новокалитвенское сельское поселение  |
| 59 | Новопостояловка                 | хутор   | 261       | Новопостояловское сельское поселение |
| 60 | Новосёловка                     | хутор   | ↘82       | Шекаловское сельское поселение       |
| 61 | Опытной плодово-ягодной станции | посёлок | 354       | Подгоренское сельское поселение      |
| 62 | Павловка                        | хутор   | 1         | Алейниковское сельское поселение     |
| 63 | Первомайское                    | село    | ↘462      | Криничанское сельское поселение      |
| 64 | Перещепное                      | хутор   | 96        | Копёнкинское сельское поселение      |
| 65 | Пинчук                          | хутор   | 1         | Евстратовское сельское поселение     |
| 66 | Подгорное                       | село    | ↗2740     | Подгоренское сельское поселение      |
| 67 | Поддубновка                     | хутор   | 1         | Криничанское сельское поселение      |
| 68 | Поддубное                       | село    | ↘523      | Жилинское сельское поселение         |
| 69 | Подорожный                      | хутор   | 1         | Новокалитвенское сельское поселение  |
| 70 | Поповка                         | село    | ↘2507     | Поповское сельское поселение         |
| 71 | Посёлок совхоза «Россошанский»  | посёлок | 571       | Архиповское сельское поселение       |
| 72 | Пшеничный                       | хутор   | 0         | Жилинское сельское поселение         |
| 73 | Райновское                      | посёлок | 212       | Копёнкинское сельское поселение      |
| 74 | Россошь                         | город   | ↘59 568   | городское поселение город Россошь    |
| 75 | Ростовец                        | хутор   | 0         | Лизиновское сельское поселение       |
| 76 | Славянка                        | хутор   | 65        | Евстратовское сельское поселение     |
| 77 | Старая Калитва                  | село    | ↘1439     | Старокалитвенское сельское поселение |
| 78 | Стефанидовка                    | хутор   | 52        | Новопостояловское сельское поселение |
| 79 | Стеценково                      | село    | ↘217      | Новокалитвенское сельское поселение  |
| 80 | Субботино                       | хутор   | 1         | Алейниковское сельское поселение     |
| 81 | Терновка                        | село    | ↘557      | Старокалитвенское сельское поселение |
| 82 | Украинский                      | хутор   | 536       | Алейниковское сельское поселение     |
| 83 | Херсонский                      | хутор   | 115       | Новопостояловское сельское поселение |
| 84 | Цапково                         | село    | ↘192      | Новокалитвенское сельское поселение  |
| 85 | Царевский                       | хутор   | 8         | Новопостояловское сельское поселение |
| 86 | Чагари                          | хутор   | 210       | Лизиновское сельское поселение       |
| 87 | Чернышовка                      | хутор   | 212       | Лизиновское сельское поселение       |
| 88 | Шекаловка                       | село    | 625       | Шекаловское сельское поселение       |
| 89 | Шрамовка                        | село    | 416       | Шрамовское сельское поселение        |

В 1999 году исключены из учётных данных хутора Красный Пахарь Евстратовского сельсовета, Новотроицкий Криничанского сельсовета, Сагуны и Коммуна Шекаловского сельсовета.

## Экономика
В районном сельскохозяйственном производстве в настоящее время действуют 84 предприятия, из которых 66 относятся к сельскохозяйственным артелям, три — к закрытым акционерным обществам, 10 — к обществам с ограниченной ответственностью, три — к открытым акционерным обществам, одно — к агрофирмам и ещё одно предприятие находится в государственной собственности. Вместе с тем, в районе в 2006 году зарегистрировано 236 фермерских хозяйств. Все они специализировались на производстве растениеводческой продукции (зерновые, сахарная свекла, подсолнечник), мяса и молока.

## Транспорт
Россошанский район с севера на юг пересекает железнодорожная магистраль «Москва—Воронеж—Ростов-на-Дону». Она обеспечивает связь района центром и югом страны. Железную дорогу хорошо дополняют пересекающиеся в Россоши автодороги «Воронеж—Россошь—Кантемировка» и «Павловск—Россошь—Белгород».

## Известные уроженцы
В районе родились:
- Бервино, Иван Мартынович (1899 — ?) — советский военный деятель, полковник (1943 Править